# Gouvernement Messmer II
Pour les articles homonymes, voir Gouvernement Pierre Messmer.
Ve République
Gouvernement Pierre Messmer I Gouvernement Pierre Messmer III
Le deuxième gouvernement Pierre Messmer est le gouvernement de la République française du 5 avril 1973 au 27 février 1974, pendant la présidence de Georges Pompidou (1969-1974). C'est le neuvième gouvernement de la Cinquième République. Il est soutenu par les groupes parlementaires Union des démocrates pour la République, Groupe des Républicains indépendants et Réformateurs démocrates sociaux.

## Contexte de formation

### Féminisation du gouvernement
Le gouvernement compte deux femmes ministres : Marie-Madeleine Dienesch, secrétaire d’État à l’Assistance sociale et à la Réadaptation, et Suzanne Ploux, secrétaire d’État auprès du ministre de l’Éducation nationale.

### Coalition
Le gouvernement est formé et soutenu par une coalition alliant l'UDR au FNRI et au CDP.

## Composition initiale
Le Premier ministre est nommé par un décret du 2 avril 1973 (JO du 
3 avril), les ministres par un décret en date du 5 avril 1973 (JO du 
6 avril).Les secrétaires d'État par un décret du 12 avril 1973 (JO du 
13 avril).

### Premier ministre
| Image | Fonction         |  | Nom            | Parti |
| ----- | ---------------- |  | -------------- | ----- |
|       | Premier ministre |  | Pierre Messmer | UDR   |

### Ministres
| Image | Fonction                                                                             |  | Nom                      | Parti |
| ----- | ------------------------------------------------------------------------------------ |  | ------------------------ | ----- |
|       | Garde des Sceaux, ministre de la Justice                                             |  | Jean Taittinger          | UDR   |
|       | Ministre des Affaires étrangères                                                     |  | Michel Jobert            | DVG   |
|       | Ministre de l'Intérieur                                                              |  | Raymond Marcellin        | FNRI  |
|       | Ministre des Armées                                                                  |  | Robert Galley            | UDR   |
|       | Ministre de l'Economie et des Finances                                               |  | Valéry Giscard d'Estaing | FNRI  |
|       | Ministre de l'Éducation nationale                                                    |  | Joseph Fontanet          | CDP   |
|       | Ministre de l'Aménagement du territoire, de l'Equipement, du Logement et du Tourisme |  | Olivier Guichard         | UDR   |
|       | Ministre chargé des Réformes administratives                                         |  | Alain Peyrefitte         | UDR   |
|       | Ministre de la Protection de la nature et de l’Environnement                         |  | Robert Poujade           | UDR   |
|       | Ministre des Affaires culturelles                                                    |  | Maurice Druon            | DVD   |
|       | Ministre de l'Agriculture et du Développement rural                                  |  | Jacques Chirac           | UDR   |
|       | Ministre du Développement industriel et scientifique                                 |  | Jean Charbonnel          | UDR   |
|       | Ministre du Commerce et de l'Artisanat                                               |  | Jean Royer               | DVD   |
|       | Ministre chargé des Relations avec le Parlement                                      |  | Joseph Comiti            | UDR   |
|       | Ministre du Travail, de l'Emploi et de la Population                                 |  | Georges Gorse            | UDR   |
|       | Ministre de la Santé publique et de la Sécurité sociale                              |  | Michel Poniatowski       | FNRI  |
|       | Ministre des Transports                                                              |  | Yves Guéna               | UDR   |
|       | Ministre de l’information                                                            |  | Philippe Malaud          | FNRI  |
|       | Ministre des Postes et Télécommunications                                            |  | Hubert Germain           | UDR   |
|       | Ministre des Départements et Territoires d'Outre-Mer                                 |  | Bernard Stasi            | CDP   |
|       | Ministre des Anciens combattants et Victimes de guerre                               |  | André Bord               | UDR   |

### Secrétaires d'Etat
| Image | Fonction          | Ministre de rattachement                                                             |  | Nom                      | Parti |
| ----- | ----------------- | ------------------------------------------------------------------------------------ |  | ------------------------ | ----- |
|       | Secrétaire d'Etat | Premier ministre                                                                     |  | Paul Dijoud              | FNRI  |
|       | Secrétaire d'Etat | Premier ministre                                                                     |  | Pierre Mazeaud           | UDR   |
|       | Secrétaire d'Etat | Ministre des Affaires étrangères                                                     |  | Jean de Lipkowski        | UDR   |
|       | Secrétaire d'Etat | Ministre des Affaires étrangères                                                     |  | Jean-François Deniau     | FNRI  |
|       | Secrétaire d'Etat | Ministre de l'Intérieur                                                              |  | Pierre Vertadier         | UDR   |
|       | Secrétaire d'Etat | Ministre des Armées                                                                  |  | Aymar Achille-Fould      | CDP   |
|       | Secrétaire d'État | Ministre de l’Économie et des Finances                                               |  | Jean-Philippe Lecat      | UDR   |
|       | Secrétaire d'Etat | Ministre de l’Éducation nationale                                                    |  | Suzanne Ploux            | UDR   |
|       | Secrétaire d'Etat | Ministre de l’Éducation nationale                                                    |  | Jacques Limouzy          | UDR   |
|       | Secrétaire d'Etat | Ministre de l'Aménagement du territoire, de l’Équipement, du Logement et du Tourisme |  | Christian Bonnet         | FNRI  |
|       | Secrétaire d'Etat | Ministre de l'Aménagement du territoire, de l’Équipement, du Logement et du Tourisme |  | Aimé Paquet              | FNRI  |
|       | Secrétaire d'État | Ministre du Développement industriel et scientifique                                 |  | Henri Torre              | UDR   |
|       | Secrétaire d'État | Ministre chargé des Relations avec le Parlement                                      |  | Olivier Stirn            | UDR   |
|       | Secrétaire d'État | Ministre du Travail, de l’Emploi et de la Population                                 |  | Christian Poncelet       | UDR   |
|       | Secrétaire d'Etat | Ministre de la Santé publique et de la Sécurité sociale                              |  | Marie-Madeleine Dienesch | UDR   |
|       | Secrétaire d'Etat | Ministre des Transports                                                              |  | Pierre Billecocq         | UDR   |

## Changements d'attribution du 20 avril 1973
- Secrétaire d’État auprès du Premier ministre, chargé de la Fonction publique : Paul Dijoud
- Secrétaire d’État auprès du Premier ministre, chargé de la Jeunesse, des Sports et des Loisirs : Pierre Mazeaud

## Nominations du 26 avril 1973
- Secrétaire d’État auprès du ministre de l’Aménagement du territoire, de l’Équipement, du Logement et du Tourisme chargé de la Construction et de l’Habitat, Christian Bonnet
- Secrétaire d’État auprès du ministre de l’Aménagement du territoire, de l’Équipement, du Logement et du Tourisme chargé du Tourisme, Aimé Paquet

## Remaniement ministériel du 23 octobre 1973
- Ministre de la Fonction publique : Philippe Malaud
- Ministre de l’Information : Jean-Philippe Lecat (en remplacement de Philippe Malaud)
- Secrétaire d’État auprès du ministre de l’Économie et des Finances : Henri Torre (en remplacement de Jean-Philippe Lecat)

## Répartition partisane
| Parti                        | Parti                                              | Premier ministre | Ministres | Secrétaires d'État | Total |
| ---------------------------- | -------------------------------------------------- | ---------------- | --------- | ------------------ | ----- |
| Répartition le 12 avril 1973 | Répartition le 12 avril 1973                       | 1                | 16        | 16                 | 33    |
|                              | Union des démocrates pour la République            | 1                | 12        | 11                 | 24    |
|                              | Fédération nationale des républicains indépendants |                  | 4         | 4                  | 8     |
|                              | Centre démocratie et progrès                       | 2                | 1         | 3                  |       |
|                              | Divers droite                                      | 2                |           | 2                  |       |
|                              | Divers gauche                                      | 1                |           | 1                  |       |

## Actions

### Politique industrielle et de l'emploi
Est votée en décembre 1973 la loi Royer sur le commerce et l'artisanat. L'objectif est d'encadrer les installations de supermarchés et des grandes surfaces pour protéger le petit commerce.

## Démission
La démission de ce gouvernement est publiée au JO du 28 février 1974.